# Philipp Tschauner
Philipp Marcus Tschauner (ur. 3 listopada 1985 w Schwabach) – niemiecki piłkarz występujący na pozycji bramkarza. Wychowanek TSV Wendelstein, w trakcie swojej kariery grał także w takich zespołach, jak 1. FC Nürnberg, TSV 1860 Monachium, St. Pauli, Hannover 96, Ingolstadt 04 oraz RB Leipzig. Młodzieżowy reprezentant Niemiec.